# Loin de Berlin
Pour plus de détails, voir Fiche technique et Distribution.
Loin de Berlin (Far from Berlin) est un film franco-allemand réalisé par Keith McNally  et sorti en 1993.

## Fiche technique
- Titre : Loin de Berlin
- Titre original : Far from Berlin
- Réalisation : Keith McNally
- Scénario : Keith McNally
- Photographie : Philippe Welt
- Son : William Flageollet - Michel Kharat (mixage)
- Montage : Joële van Effenterre
- Musique : Jürgen Knieper
- Production : ARP Sélection - Bibo Films
- Pays :  France -  Allemagne
- Durée : 95 minutes
- Date de sortie : France - 3 mars 1993

## Distribution
- Werner Stocker : Dieter Hausmann
- Armin Mueller-Stahl : Otto Lindner
- Tatjana Blacher : Sonia Hausmann
- Fritz Schaap : Alex
- Nikolai Volev : Georg
- Nathalie Devaux : Anna